# Antonius Hamers
Antonius Hamers (* 1969 in Lennestadt, Sauerland) ist ein deutscher römisch-katholischer Geistlicher und Jurist, der seit 2020 als residierender Domkapitular am St.-Paulus-Dom in Münster tätig ist. Im März 2025 wurde er zum Diözesanadministrator des Bistums Münster gewählt und übernahm die Leitung der Diözese bis zur Amtseinführung eines neuen Bischofs. Darüber hinaus bleibt er weiterhin Leiter des Katholischen Büros in Düsseldorf.

## Biografie

### Ausbildung
Hamers studierte nach dem Abitur Rechtswissenschaften in Köln und Würzburg und promovierte 1999 in diesem Fachbereich. Zwischen 1998 und 2001 war er als Referent beim Bundesverband der Deutschen Industrie (BDI) in Köln und Berlin tätig. Nach dem Abschluss seines Jurastudiums und der juristischen Promotion entschloss er sich, von 2001 bis 2006 Theologie in Münster sowie an der Päpstlichen Universität Gregoriana zu studieren. An seinen Studienorten wurde er Mitglied des KStV Walhalla Würzburg, des KStV Rheinpfalz Köln und des KStV Markomannia Münster. 2008 wurde er in Münster zum Priester geweiht. Für seine Diplomarbeit wurde Hamers am 8. Januar 2008 mit dem Bischof-Carl-Joseph-von-Hefele-Preis ausgezeichnet. Ergänzend zum Diplom in Theologie wurde Hamers 2010 zum Lizenziaten des Kanonischen Rechts promoviert.

### Geistliche Laufbahn
Nach seiner Priesterweihe war Hamers zunächst als Kaplan in Mettingen tätig, bevor er 2011 zum Polizeidekan für die Diözese Münster ernannt wurde. Parallel dazu engagierte er sich bis 2020 in der Pfarrseelsorge in Münster-Amelsbüren-Hiltrup. Seit 2014 leitet Hamers das Katholische Büro in Düsseldorf, welches die nordrhein-westfälischen Bistümer auf politischer Ebene vertritt und die Kommunikation zwischen der Kirche und der Landesregierung sowie weiteren Institutionen pflegt. Am 21. Mai 2016 wurde Antonius Hamers in den Ritterorden vom Heiligen Grab zu Jerusalem aufgenommen.

#### Domkapitular und Diözesanadministrator
Im Rahmen einer Vesper am 26. Januar 2020 wurde Hamers als residierender Domkapitular in das Domkapitel des St.-Paulus-Doms aufgenommen.
Im März 2025, nach dem altersbedingten Rücktritt von Bischof Felix Genn, wurde Hamers von den residierenden Mitgliedern des Domkapitels in ihrer Rolle als Konsultorenkollegium gemäß can. 421 § 1 CIC zum Diözesanadministrator des Bistums Münster gewählt. In dieser Rolle übernimmt er die Leitung der Diözese bis zur Wahl eines neuen Bischofs, wobei er weiterhin das Katholische Büro in Düsseldorf leitet.
Hamers ernannte Klaus Winterkamp zu seinem Ständigen Vertreter, der ihn in Verwaltungsangelegenheiten unterstützt. Hamers bestätigte auch Weihbischof Wilfried Theising in seinem Amt als Offizial des Offizialatsbezirkes Oldenburg.

#### Aufgaben
Als Diözesanadministrator hat Hamers die Leitungsgewalt eines Diözesanbischofs, darf jedoch keine weitreichenden Entscheidungen treffen, die den künftigen Bischof langfristig binden. Er übernimmt die Verwaltung der Diözese und vertritt die Kirche in allen wichtigen Belangen, während die Wahl des neuen Bischofs vorbereitet wird.

### Weitere Tätigkeiten
In seiner Rolle als Leiter des Katholischen Büros in Düsseldorf vertritt er die Interessen der katholischen Kirche auf Landesebene und pflegt den Dialog mit politischen Entscheidungsträgern und anderen religiösen Gemeinschaften. Zudem engagiert sich Hamers in der Fortbildung und Seelsorge, wobei er stets betont, dass die christliche Botschaft der Freiheit und Weite dient und Menschen zur Begegnung mit Christus führen soll.
Antonius Hamers war von 2020 bis 2025 der Vorsitzende des Aufsichtsrates der DKM Darlehnskasse Münster.